# 南长街 (无锡)
南长街是中国江苏省无锡市梁溪区的一条著名街道，依京杭古运河而建，全长约五公里余，依街而行，可见始建于梁武帝年间的南禅古寺、中国历史文化名街之一的清名桥历史文化街区等景致。

## 简介
位于无锡南门（望湖门）外的南长街始于北宋驿道，为当时南连苏州、北接常州，与水驿古运河并行的重要官道，是旧时无锡最繁华的商业地区之一，清朝时即有民间俗语“无锡南门苏四官，年年卖货到长安。春茶冬笋燕窝菜，福橘香榛佛手柑。”1949年后，原南禅寺至黄泥桥的北长街、黄泥桥至跨塘桥堍一段的南长街、跨塘桥堍至日晖桥的南棉花巷、日晖桥至塘泾桥一带的南上塘被统一改称为南长街。
如今在南长街及清名桥历史文化街区内，尚存有国家、省、市级文保单位19处、牌坊8座、其他文物遗存17处，而建于明代的清宁桥（后因讳道光帝名改称清名桥），更是南长街上的标志。
依运河而兴的南长街至今仍集寺、塔、河、街、巷、弄、窑、坊、桥众多景观于一地，各个时期的江南民居建筑沿河鳞次栉比，形成“水弄堂”，故被建筑学家阮仪三誉为古运河沿线最后一块具有古朴风貌之地，2001年，全国政协大运河保护与申遗考察团曾表示无锡南长街运河段为“运河绝版地”。

### 轶事
- 辛亥革命后至北伐前，南长街一带住有八位辛亥革命功臣及前清遗老，无锡人称“南里八绅”，为无锡城中著名士绅。民国12年（1923年），住在南长街北段的士绅因南长街狭窄、交通多阻碍，提出黄泥桥至张家弄一段车辆禁行，南段士绅则表示反对。两方人马为此以鼓动罢市、游行请愿、张贴宣言等方式互相争斗，历时50余天才告作罢。[6]

- 1994年，无锡市政府当轴不顾1983年由无锡市人大通过的《古运河规划决议》，对南长街南禅寺至跨塘一段560米进行改造，将道路放宽至30米并拆除重建了该段道路两侧的建筑，引起包括建筑学家吴良镛在内的专业人士之批评，此后很长一段时间无锡市政府当轴对南长街地区采取不问不闻的放任态度，因此也保留下了跨塘桥至清名桥900米长的精华段，[7]直至2007年方重启保护计划。

## 交汇道路
南长街自北向南交汇道路如次：
| 路名                                                    | 可到达                                                      |
| ------------------------------------------------------- | ----------------------------------------------------------- |
| 解放南路                                                | 望湖门（南门）、南禅寺景区                                  |
| 永乐路 永乐东路                                         | 跨塘桥、 清名桥古运河街区、南下塘老街、阳春巷、无锡日航饭店 |
| 自十字路口后由跨塘桥至南水仙庙段为 清名桥历史街区步行街 |                                                             |
| 金城路                                                  | 南水仙庙、向阳苑小区                                        |
| 新光路                                                  | 焦化公司、悦城小区                                          |